# 阿霍恩 (巴登-符腾堡州)
阿霍恩（德語：Ahorn，發音：[ˈaːhɔʁn] ⓘ）是德国巴登-符腾堡州斯图加特行政区美因-陶伯县的市镇，面积53.96平方千米，2023年12月31日人口为2,239人。